# Anja Silja
Anja Silja Regina Langwagen (ur. 17 kwietnia 1940 w Berlinie) – niemiecka śpiewaczka operowa, sopran.

## Życiorys
Urodziła się w rodzinie aktorów, jej babką była śpiewaczka operowa Paula Althof. W wieku 8 lat rozpoczęła naukę śpiewu, po raz pierwszy wystąpiła publicznie mając 10 lat. Jako śpiewaczka operowa zadebiutowała w 1956 roku w Brunszwiku rolą Rozyny w Cyruliku sewilskim Gioacchina Rossiniego. W 1959 roku wystąpiła na festiwalu w Aix-en-Provence w roli Królowej Nocy w Czarodziejskim flecie. W 1960 roku po raz pierwszy zaśpiewała na festiwalu w Bayreuth, wcielając się w rolę Senty w Holendrze tułaczu. W latach 1960–1963 występowała w operze we Frankfurcie nad Menem. W 1968 roku wystąpiła po raz pierwszy w Stanach Zjednoczonych, wcielając się w Chicago w rolę Senty, w 1972 roku w roli Leonory w Fideliu debiutowała natomiast w nowojorskiej Metropolitan Opera.
Zasłynęła jako odtwórczyni ról wagnerowskich, współpracowała z Wielandem Wagnerem, który po roli Senty powierzał jej partie Kundry w Parsifalu, Elżbiety w Tannhäuserze i Elzy w Lohengrinie. Wcielała się także w tytułowe role w Salome i Elektrze Richarda Straussa, wykonywała też partię tytułową w Lulu i Marii w Wozzecku Albana Berga. W 1976 roku kreowała rolę Luizy w prapremierowym przedstawieniu opery Kabale und Liebe Gottfrieda von Einema w Wiedniu.
Jej mężem był dyrygent Christoph von Dohnányi, pod którego batutą często występowała.